# Кашина Прага (Кунео)
Кашина Прага је насеље у Италији у округу Кунео, региону Пијемонт.
Према процени из 2011. у насељу је живело 20 становника. Насеље се налази на надморској висини од 303 м.